# Joachim Werneburg
Joachim Werneburg (* 15. Juli 1953 in Erfurt) ist ein deutscher Schriftsteller, der hauptsächlich Lyrik und Kurzprosa verfasst. Hauptberuflich war er im öffentlichen Dienst tätig und lebt in Weimar.

## Leben
Joachim Werneburg ist der Sohn des bildenden Künstlers Walter Werneburg. Sein jüngerer Bruder Ralf Werneburg ist Paläontologe. Er studierte von 1973 bis 1977 Theoretische Elektrotechnik an der Technischen Hochschule Ilmenau und hielt dort erste Lesungen in Studentenklubs. Noch als Student lernte er die Dichter Rolf Schilling und Walter Werner kennen, was zu Jahrzehnte andauernden Freundschaften führte. Anregend war ebenso die Begegnung mit Andreas Reimann, dessen Rückgriff auf altgriechische Metrik später wichtig wurde.
In den Jahren 1977 bis 1990 war Werneburg im Funkwerk Erfurt beschäftigt. Er führte ein ‚Doppelleben‘ als Dichter und Ingenieur. Die Texte des Bandes Thüringer Meer entstanden. Parallel schuf Walter Werneburg zu den Gedichten graphische Zyklen. Beides liegt inzwischen in den Bänden Die Rabenfibel und Die Taten des Lichts. Leben und Werk von Walter Werneburg vor.
Im August 1980 hatte sich Werneburg einem zwölfstündigen Verhör im Gebäude der Staatssicherheit Erfurt zu unterziehen, zeitgleich erfolgte eine Hausdurchsuchung und die Verhaftung des befreundeten Dichters Frank Romeiß. Reguläre Veröffentlichungen waren in der DDR nicht möglich.
Zur Neuorientierung nach dem Fall der Mauer ließ sich Werneburg 1992/1993 zum Geprüften Public Relations-Berater (DAPR) ausbilden, es folgte ein Praktikum bei der Stiftung Lesen in Mainz. Von 1994 bis 1997 leistete er Öffentlichkeitsarbeit beim Umweltverband Grüne Liga in Erfurt. Danach (bis 2019) war er im öffentlichen Dienst des Landes Thüringen mit wechselnden Tätigkeitsfeldern beschäftigt, u. a. beim Verfassungsschutz.
Ab Mitte der 1990er Jahre unternahm Werneburg Reisen, um Kulturen Europas, Asiens und Nordafrikas kennenzulernen. Sie regten zu lyrisch-epischen Gedichtfolgen an. 2003 übergab er die bisher entstandenen Arbeiten an das von Ines Geipel und Joachim Walther aufgebaute Archiv unterdrückter Literatur in der DDR.

## Werk
Mit dem Erstlingsband legte Werneburg eine Mythologie für Thüringen, bis hin zu Geologie und Pflanzenwelt,  vor. Er entwarf Exkursionen in vorgeschichtliche und mittelalterliche Zeiten, entdeckte den Landstrich im schöpferischen Konflikt zwischen slawischer Einwanderung (die Wenden) und westlicher Eroberung (durch die Merowinger). Den DDR-Zeitgeist hielt er in einigen Epigrammen fest (Thüringer Meer).
In den Jahren 1988/89 näherte sich Werneburg als Nachdichter dem Werk des chinesischen Dichters Pe-lo-thien (Bai Juyi, 772–846, Tang-Dynastie) an und stieß auf vergleichbare existentielle Erfahrungen (Die Reise nach Südost).
In späteren Arbeiten erweiterte er die poetische Provinz um böhmische Steine oder die Welt der Skythen (Die Schlangenfüßige Göttin) und – nach Öffnung der Grenzen – um Landschaften der Provence und Cornwalls (Das Zeitalter der Eidechse).
Regionen im antiken Mittel- und Süditalien, griechische Inseln oder das altkeltische Wales werden im Band Die Klage der Gorgonen erfasst. Ein andalusischer Zyklus bezieht islamische Motive ein. Naturlyrische Elegien führen in das Lebensumfeld des Autors zurück.
Die Bände Die Wiederkehr des Delphins und Der Untergang Europas führen zu entfernteren Kulturen, thematisieren die Welt Zarathustras, Shivas Tanz oder Buddha. Im Zentrum des Buches Das Drachenboot steht, mit dem Titelgedicht, die Elegie auf den frühen Tod seines jüngeren Sohnes Sören.   
Werneburg führte, während der Band Thüringer Meer entstand, im Kontext des DDR-Alltags ein Logbuch: Das Kupferbergwerk (Aufzeichnungen aus den Jahren 1977 bis 1989). Die Notizen auf der Felswand stammen aus der Nachwendezeit (1990 bis 1995) und reflektieren die veränderte Situation des Autors unter den Bedingungen des realen Kapitalismus. Wie sich die Verse von Gedichten mit dem Tun eines Ingenieurs aus der Thüringer Umweltbehörde in den Träumen verschränken (1999 bis 2012), zeigt das Buch An der Schwelle des Erwachens.

## Schriften
Gedichtbände:
- Thüringer Meer. Gedichte 1977-1988, Scidinge Hall, Zürich 2012
- Die Schlangenfüßige Göttin. Gedichte 1987-1993, Engelsdorfer Verlag, Leipzig 2009
- Die Rabenfibel, Graphiken und Gedichte 1979-1994, mit Walter Werneburg, Scidinge Hall, Zürich 2010
- Das Zeitalter der Eidechse. Gedichte 1993-1997, Goldhelm Verlag, Manebach 2002
- Die Klage der Gorgonen. Gedichte 1997-2007, Scidinge Hall, Zürich 2015
- Die Wiederkehr des Delphins. Gedichte 2008-2013, Scidinge Hall, Zürich 2013
- Der Untergang Europas. Gedichte 2013-2019, Scidinge Hall, Tübingen 2019
- Das Drachenboot. Gedichte 2019-2024, Scidinge Hall, Tübingen 2024

Gedichtzyklen (Auswahl):
- Worte. Lutherisch. In: Blätter aus dem Baumbachhaus, herausgegeben von Walter Werner, Staatliche Museen Meiningen 1985
- Kupferberg. In: Braegen, 1988 Heft 1, Berlin, herausgegeben von Vrah Toth (Pseudonym für Henryk Gericke), Samisdat-Publikation
- Erfurter Sage. Ein Epigramm-Zyklus. In: Eintragung ins Grundbuch. Thüringen im Gedicht, ausgewählt von Wulf Kirsten, Hain Verlag Rudolstadt & Jena 1996
- Etruskisches Tarot. In: Wandern über dem Abgrund. Jakob van Hoddis nachgegangen, herausgegeben von Wulf Kirsten, quartus-Verlag, Bucha bei Jena 1999
- Phantasie über die fünfblättrige Rose. In: Palmbaum – Literarisches Journal aus Thüringen 1+2/2003. Lesung durch den Autor
- Die Burg des Zaunkönigs. In: Palmbaum – Literarisches Journal aus Thüringen 1/2008
- Der Aurorafalter. In: Arnshaugk. Ein Lesebuch, herausgegeben von Klaus Gauger, Edition Arnshaugk, München 2009
- Die Merwigslinde. In: Das Lindenblatt. Jahresschrift für Schöne Literatur, Arnshaugk Verlag 2013
- Sardischer Brunnen. In: Palmbaum – Literarisches Journal aus Thüringen 1/2014
- Maurisches Tor, mit Einführung zur dichterischen Verfahrensweise Der Spiegel der Leila. In: Palmbaum – Literarisches Journal aus Thüringen 1/2016
- Der Kopf des Parmenides. In: Palmbaum – Literarisches Journal aus Thüringen 1/2017
- Der Untergang Europas. In: Palmbaum – Literarisches Journal aus Thüringen 1/2018
- Der Löwenfelsen. Eine buddhistische Phantasie. In: Palmbaum – Literarisches Journal aus Thüringen 1/2019
- Alara Han, mit Einführung Der Orient ist überall. Eine Annäherung an die Mystik des persischen Dichters Rumi. In: Palmbaum – Literarisches Journal aus Thüringen 2/2019
- Apulischer Orpheus. In: Palmbaum – Literarisches Journal aus Thüringen 2/2020
- Oppershäuser Blätter. Nach Druckgrafiken von Walter Werneburg. In: Palmbaum – Literarisches Journal aus Thüringen 1/2022
- Russischer Frühling. Nach Druckgraphiken über die Kriegsgefangenschaft (mit Oppershäuser Blätter). In: Die Taten des Lichts. Leben und Werk von Walter Werneburg, hrsg. von Ingmar Werneburg. Scidinge Hall, Tübingen 2022
- Erfurter Zaubersprüche. In: Palmbaum – Literarisches Journal aus Thüringen 1/2023
- Die Otternburg. Weimarer Klassiker im Krieg gegen den Bärenhäuter. In: Palmbaum - Literarisches Journal aus Thüringen 1/2024
- Der Mantel des Jaguars. Erfahrungen eines Maya-Schamanen. In: Palmbaum - Literarisches Journal aus Thüringen 1/2025

Nachdichtungen:
- Die Reise nach Südost. Gedichte nach Pe-lo-thien, Scidinge Hall, Tübingen 2017

Prosa:
- Das Kupferbergwerk. Fragmente von 1977 bis 1989, Scidinge Hall, Zürich 2011
- Notizen auf der Felswand. Aus den Jahren 1990 bis 1995, Scidinge Hall, Zürich 2016
- Wort und geschwungene Linie. Aufzeichnungen über die künstlerische Zusammenarbeit mit Walter Werneburg, Scidinge Hall, Zürich 2010
- Die Insel der Medusa. In: Diktynna. Jahrbuch für Natur und Mythos, Edition Arnshaugk, München 2009
- Vom Indus bis zum Rhein. Zur Geographie der Vaterländischen Gesänge Hölderlins. In: Palmbaum – Literarisches Journal aus Thüringen 2/2020
- 1700 Jahre Thüringen. In: Wer will schon in den Süden. Geschichten und Gedichte, Verlag Tasten & Typen, Bad Tabarz 2021
- An der Schwelle des Erwachens. Träume und Gedanken von 1999 bis 2012, Scidinge Hall, Tübingen 2024